# فيليب بابيتش
فيليب بابيتش (بالصربية: Филип Бабић)‏ هو لاعب كرة قدم صربي في مركز الدفاع، ولد في 27 مايو 1995 في أوزيتشى في صربيا. لعب مع سلوبودا أوزيس.

## وصلات خارجية
- فيليب بابيتش على موقع قاعدة بيانات كرة القدم.إي يو (الإنجليزية)
- فيليب بابيتش على موقع بيانات كرة القدم. دي إي (الألمانية)
- فيليب بابيتش على موقع Soccerbase.com (لاعب) (الإنجليزية)
- فيليب بابيتش على موقع Soccerway.com (الإنجليزية)
- فيليب بابيتش على موقع عالم كرة القدم.نت (الإنجليزية)